# Juan de los Santos
Juan Concepción de los Santos Gómez (Ensanche Las Américas, 31 de enero de 1970 - Santo Domingo, 15 de diciembre de 2015) fue un empresario y político dominicano que se desempeñó como alcalde del municipio de Santo Domingo Este desde el 16 de agosto de 2006 hasta su asesinato, el 15 de diciembre de 2015.

## Biografía
De los Santos nació el 31 de enero de 1970, en la calle 25 de febrero, número 202, Ensanche Las Américas, Santo Domingo Este, era hijo del señor Concepción de los Santos  Reynoso y de Ana Consuelo Gómez. Estaba casado con Berlinesa Franco Domínguez y era padre de cinco hijos: Kristina Evelyn (n. 1989), Juan Johndelle (n. 1997), Juan Manuel (n. 2009), Juan Carlos (n. 2011) y Valentina (n. 2014). Se graduó de la carrera de Administración de Empresas en la Universidad APEC. Cursó maestría de Desarrollo Territorial, Urbanístico y Sostenible, impartida por la Universidad de Salamanca (España) en coordinación con el Instituto Global de Altos Estudios en Ciencias Sociales (República Dominicana).

## Vida política
El hombre que lo motivó fue el político peledeísta Danilo Medina Expresidente de la República Dominicana. Primero lo sensibilizó para que se integrara al partido de Gobierno, después para que ocupara una curul en la Cámara de Diputados y, finalmente, para que aceptara la candidatura a síndico del recién creado Municipio Santo Domingo Este, en el año 2002.
Fue diputado al Congreso Nacional durante el período 2002-2006.
Desde 2005 fue miembro del Comité Central del Partido de la Liberación Dominicana.
En 2006 elegido como alcalde por el Partido de la Liberación Dominicana, optando por un segundo periodo en 2010, siendo electo en el mismo hasta 2016.
Desde 2012 hasta 2015 fue presidente de la FEDOMU (Federación Dominicana de Municipios).
En el 8.º Congreso Comandante Norge Botello fue elegido miembro del Comité Político del Partido de la Liberación Dominicana.
De los Santos era propietario de la casa de apuestas Juancito Sport.

## Muerte
En el mediodía del martes 15 de diciembre de 2015, una persona identificada como Luis Esmelín Féliz ingresó en la sede de la Federación Dominicana de Municipios (FEDOMU) y habría pedido conversar con el alcalde. De los Santos le habría expresado que podían hacerlo más tarde. Luego el alcalde pasó a su despacho a firmar unos cheques. Según testigos, luego de la firma de los cheques, Luis Féliz irrumpió de manera inesperada, disparó a muerte a uno de los encargados de la seguridad del alcalde, y a Juan de los Santos le propinó cuatro disparos. Según informaciones extraoficiales, De los Santos habría recibido cuatro impactos de bala, de los cuales uno en la cabeza y otros dos en el pecho resultaron mortales.
Luego de haber cometido el crimen, Luis Féliz se quitó la vida.
El Gobierno decretó el 16 de diciembre como día de duelo oficial por la muerte de Juan de los Santos.